# آکادمی دولتی کشاورزی آذربایجان
آکادمی دولتی کشاورزی آذربایجان (آذربایجانی: Azərbaycan Dövlət Aqrar Universiteti) یک دانشگاه دولتی و قدیمی در زمینهٔ رشته‌های مرتبط با کشاورزی که در سال ۱۹۲۹ میلادی در جمهوری آذربایجان فعلی و در شهر گنجه تأسیس شده‌است. این آکادمی دارای ۸ دانشکده، بالغ بر ۳۸۳۰ نفر دانشجو و ۵۶۰ نفر عضو هیئت علمی، در کنار دانشگاه دولتی گنجه از مراکز مهم دانشگاهی گنجه به شمار می‌روند.